# Armenia en los Juegos Olímpicos de Milán-Cortina d'Ampezzo 2026
Armenia participará en los Juegos Olímpicos de Milán-Cortina d'Ampezzo 2026 por  deportistas que competirán en  deportes. Responsable del equipo olímpico es el Comité Olímpico Nacional de Armenia.